# Transport collectif en site propre

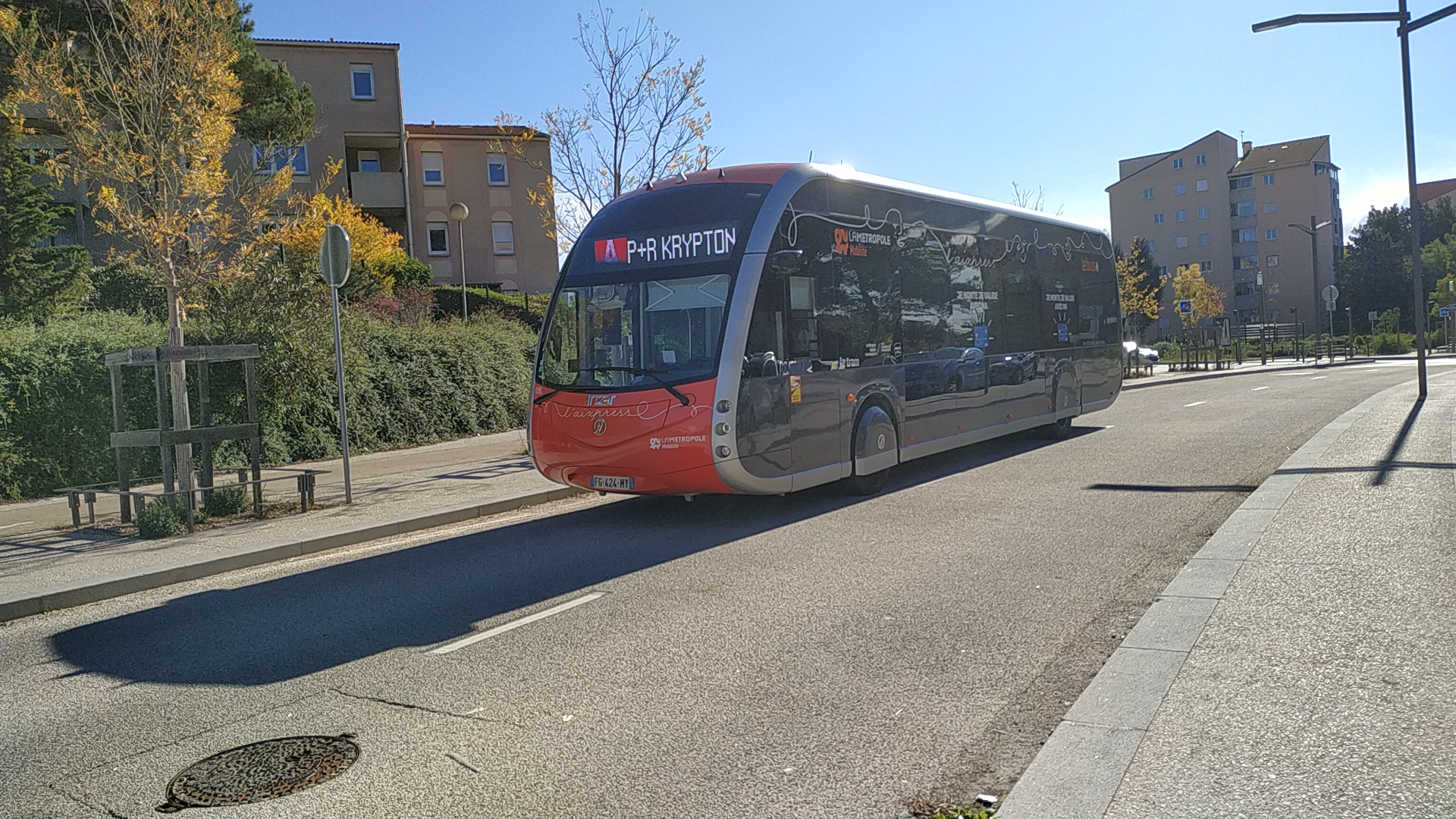
Le BHNS d'Aix, circulant en site propre (ici sa voie propre) à Aix-en-Provence.

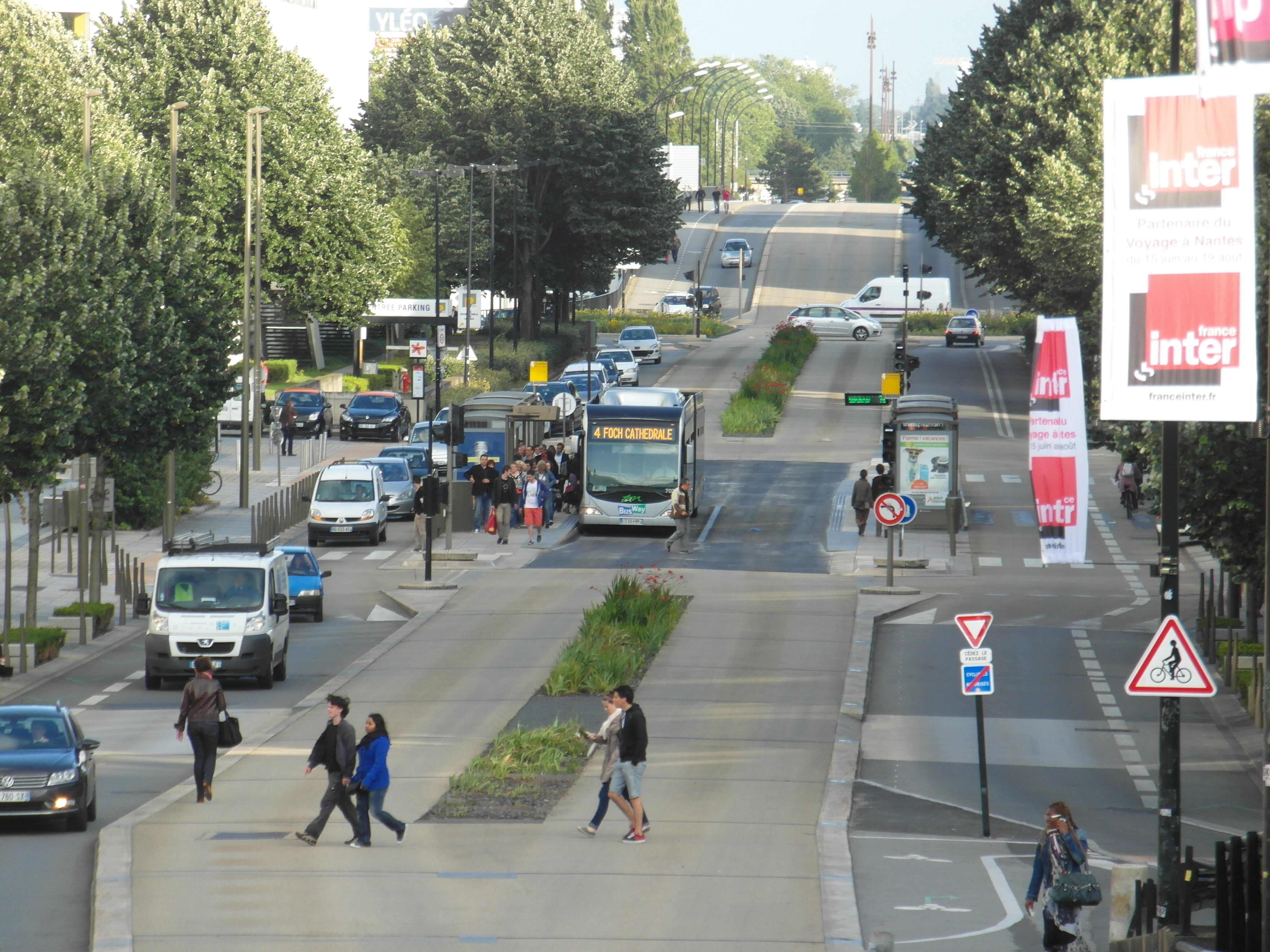
Exemple de Transports collectifs en site propre pour les bus avec franchissements (passages piétons et carrefours), accessible aux véhicules d'urgence en intervention uniquement (police, pompiers, secours,...) sur la ligne 4 du Busway de Nantes.

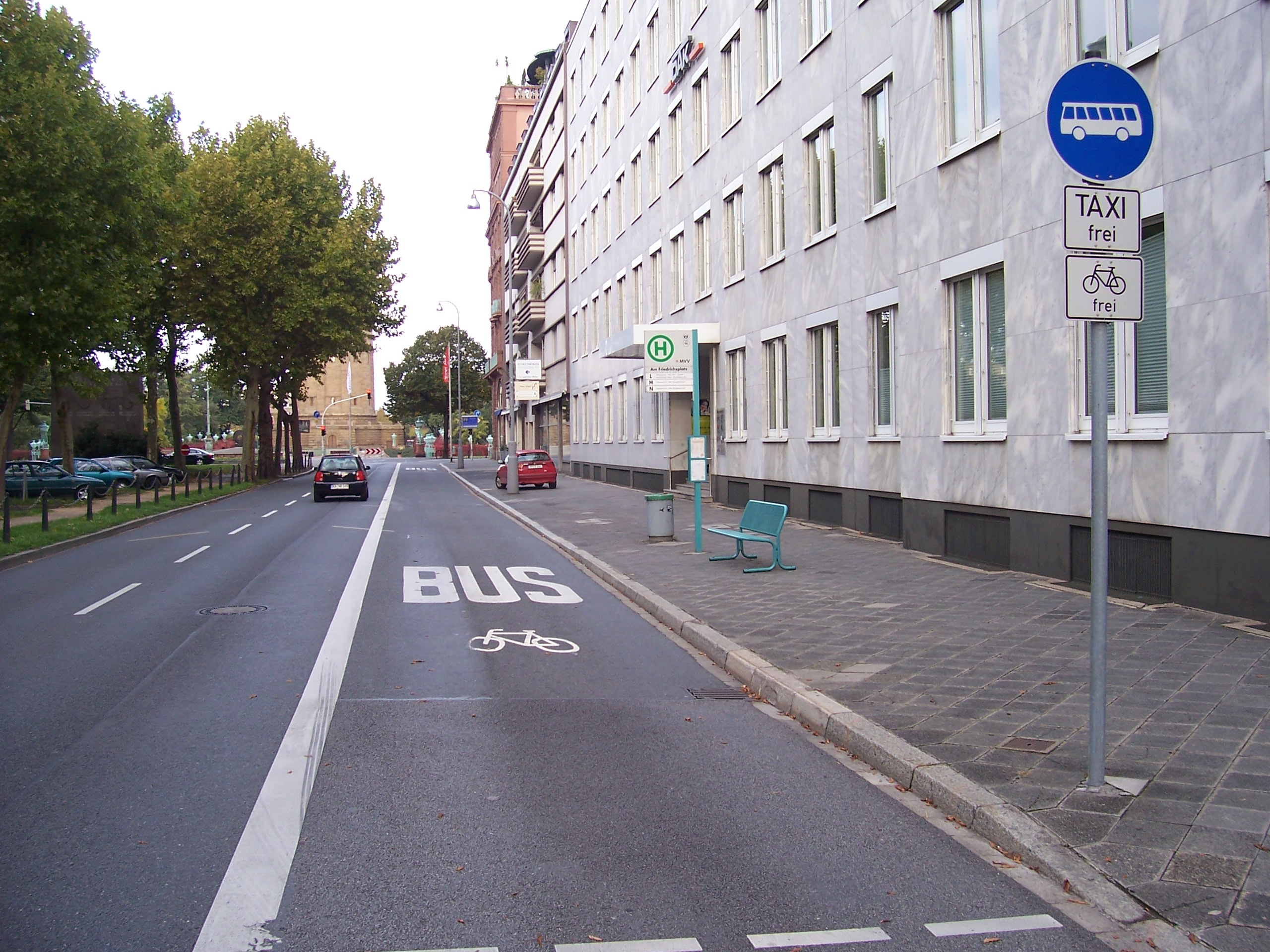
Contre-exemple de site partagé entre bus, taxis et deux-roues, véhicules d'urgence à Mannheim, en Allemagne.

Un transport collectif en site propre (TCSP) est un transport en commun qui emprunte une voie ou un espace qui lui est réservé, de telle manière que ce mode de transport dispose de sa propre voie, son propre site, de façon à garantir une priorité sur le trafic automobile et permettre ainsi un gain de temps.

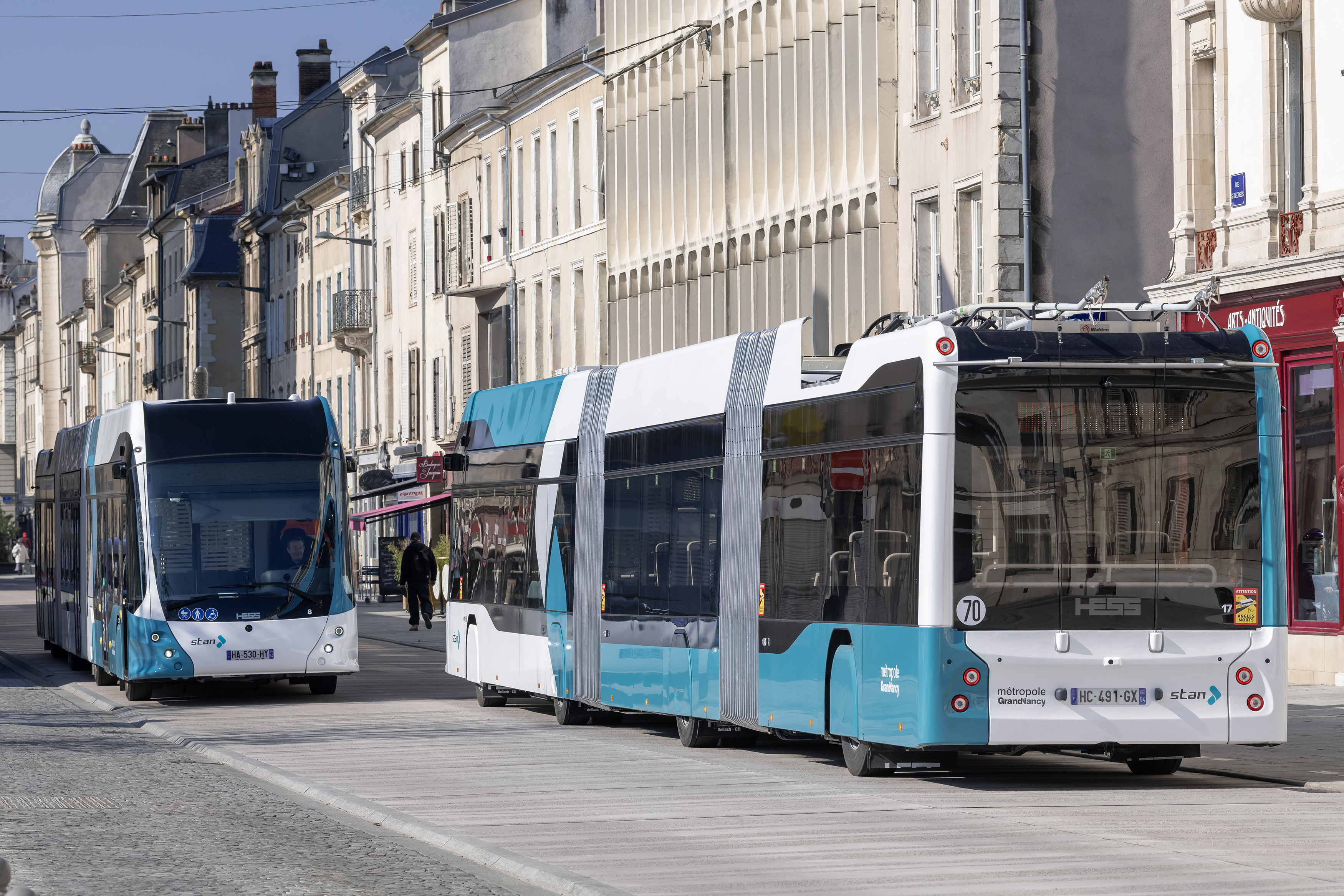
BHNS de Nancy, composé de 4 lignes dont une (sur la photo), le T1, assuré (depuis 2025) par des Hess Lightram 25

Le concept de site propre est défini en France dans l'Arrêté du 21 septembre 1993 relatif à la terminologie des transports comme une « emprise affectée exclusivement à l'exploitation de lignes de transport ». L'équivalent dans certains pays anglophones est : exclusive lane, exclusive way ou en Grande-Bretagne simplement bus lane. En réservant l'exclusivité du site aux transports en commun, il se distingue donc, dans le principe, d'une voie de bus qui en France est généralement partagée avec les cyclistes et les taxis.

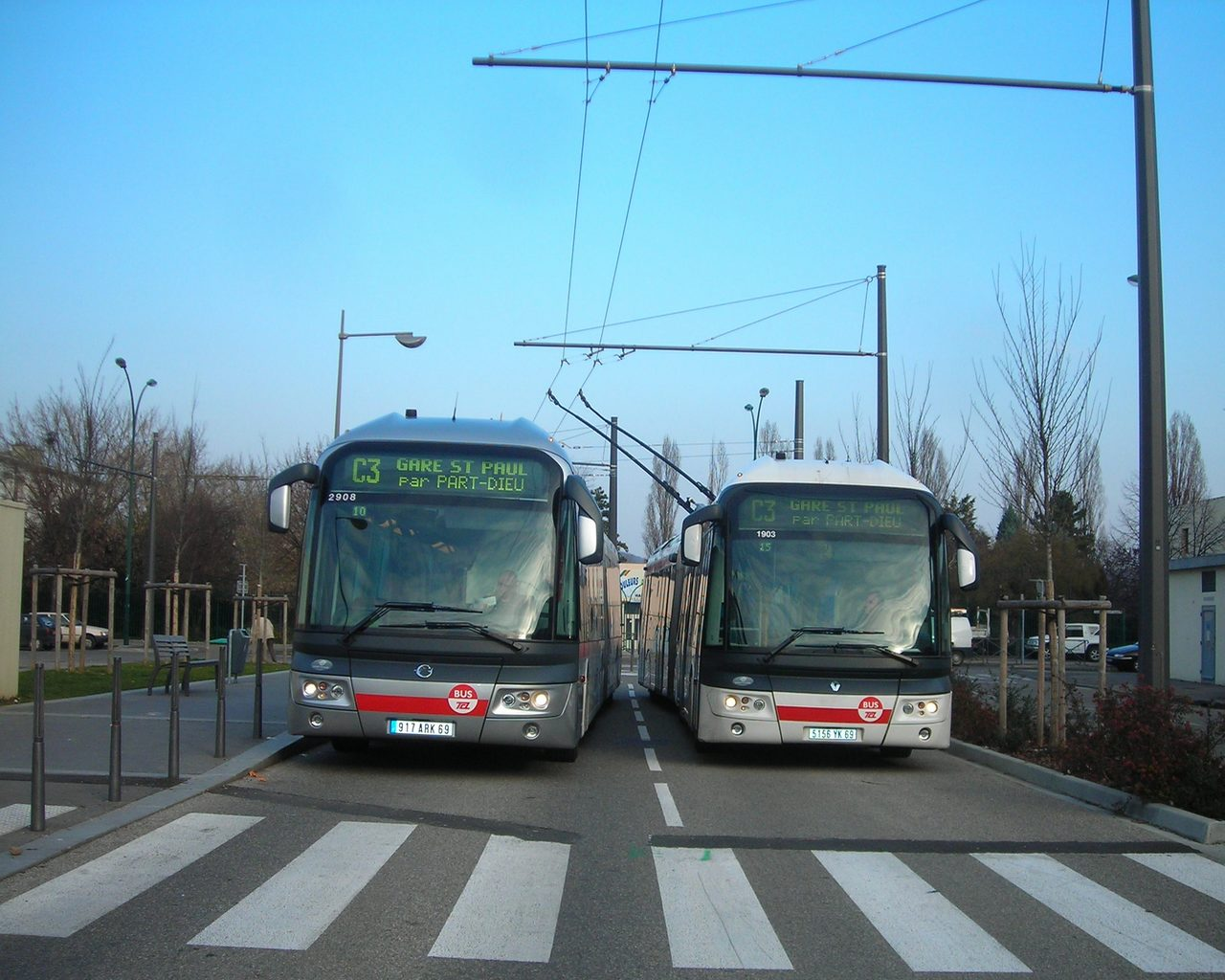
Ligne C3 à Lyon, ligne BHNS, assuré en Irisbus Cristalis 18

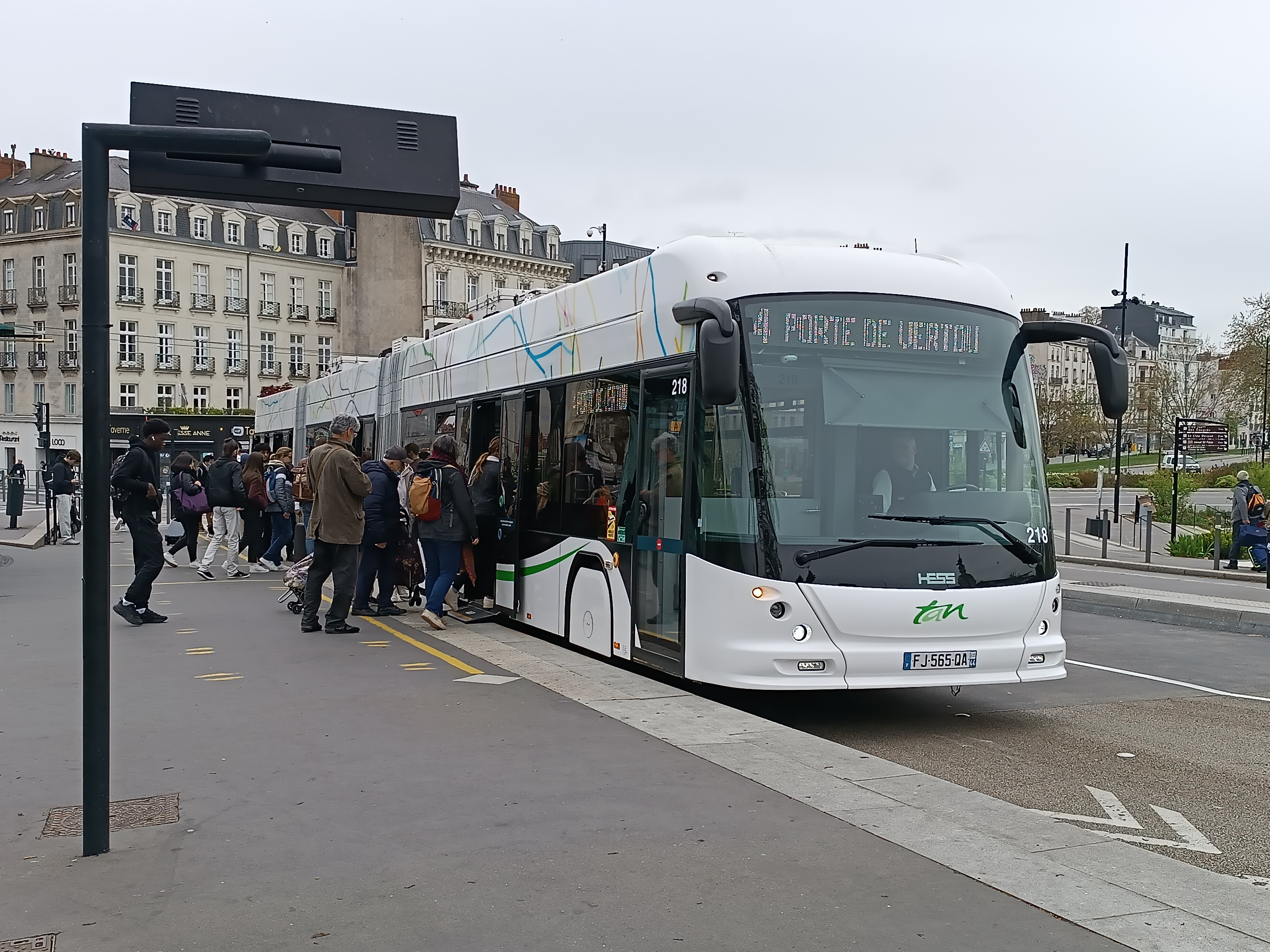
BHNS de Nantes assuré en Hess Lightram 25 et en Mercedes Citaro 18

## Modes de transport

Exemple de signalisation verticale pour les bus et taxi (ici en Norvège).

Les bus et en particulier les bus à haut niveau de service, les trolleybus et les tramway, les métros, peuvent bénéficier d'un site propre.
Le métro est dans la plupart des pays, conçu en site propre intégral, c'est-à-dire sans aucun croisement à niveau possible. De nombreux pays dans le monde voient cependant encore des trains circuler sur les routes (en Europe, on en trouve en Serbie notamment) comme on en rencontrait en France par le passé (par exemple, la première ligne passant aux Brotteaux à Lyon ou à la Croix-Rousse, mais aussi, d'une manière plus générale, la grande majorité des anciennes lignes de chemin de fer secondaire et tramway suburbain, interurbain ou rural. À Calais, jusque vers la fin des années 1960, le train — alors à vapeur — pour Paris arrivait directement sur le quai (partiellement par la route) du paquebot Calais–Douvres.
Les voies réservées aux véhicules à occupation multiple (VOM) sont des voies sur les autoroutes et les artères principales dont l’accès est restreint et qui sont réservées, durant les heures de pointe ou autres, aux véhicules à occupation multiple, notamment le covoiturage, le covoiturage par fourgonnette et l’autobus.

## Droit français

### Article R211-5 du Code de l'urbanisme
Code de l'urbanisme - article R122-5 modifié - créé par Décret no 73-1023 du 8 novembre 1973 (JORF 13 novembre 1973). Modifié par Décret no 77-1141 du 12 octobre 1977 (JORF 13 octobre 1977 date d'entrée en vigueur 1er janvier 1978). N'est plus en vigueur depuis le 1er octobre 1983 - Règles générales d'aménagement et d'urbanisme.
Prévisions et règles d'urbanisme. Schémas directeurs d'aménagement et d'urbanisme. Contenu des schémas directeurs et des schémas de secteur : 
- Les documents graphiques font apparaître
  - La destination générale des sols
  - Les zones d'extension des agglomérations ainsi que les secteurs de restructuration et de rénovation
  - Les principaux espaces libres ou boisés à maintenir ou à créer
  - Les principaux sites urbains ou naturels à protéger
  - La localisation des principales activités et des équipements publics ou d'intérêt général les plus importants
  - L'organisation générale de la circulation et des transports avec le tracé des principales infrastructures de voirie et, le cas échéant, de moyens de transport en site propre
  - Les éléments essentiels des réseaux d'eau et d'assainissement ainsi que du système d'élimination des déchets
  - Éventuellement, les périmètres des zones devant faire l'objet de schémas de secteur.

L'un des documents fait ressortir les éléments essentiels de la première phase de réalisation du parti d'aménagement.

### Arrêté du 21 septembre 1993
- Arrêté du 21 septembre 1993 relatif à la terminologie des transports[4] :
- Site propre n. m.
- Domaine : transport/Transport terrestre
- Définition : Emprise affectée exclusivement à l'exploitation de lignes de transport.

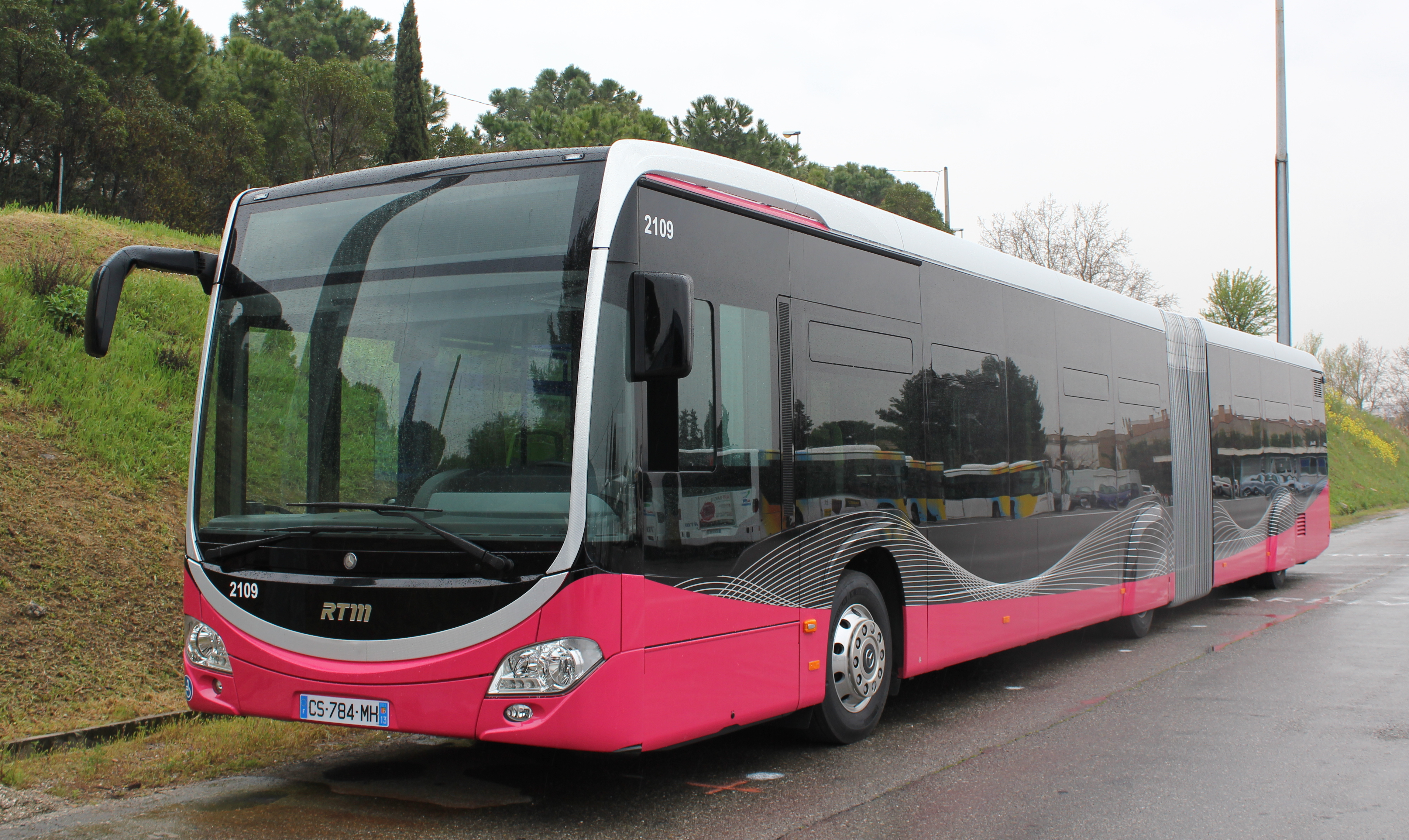
Mercedes-Benz Citaro G C2 des lignes de BHNS de Marseille
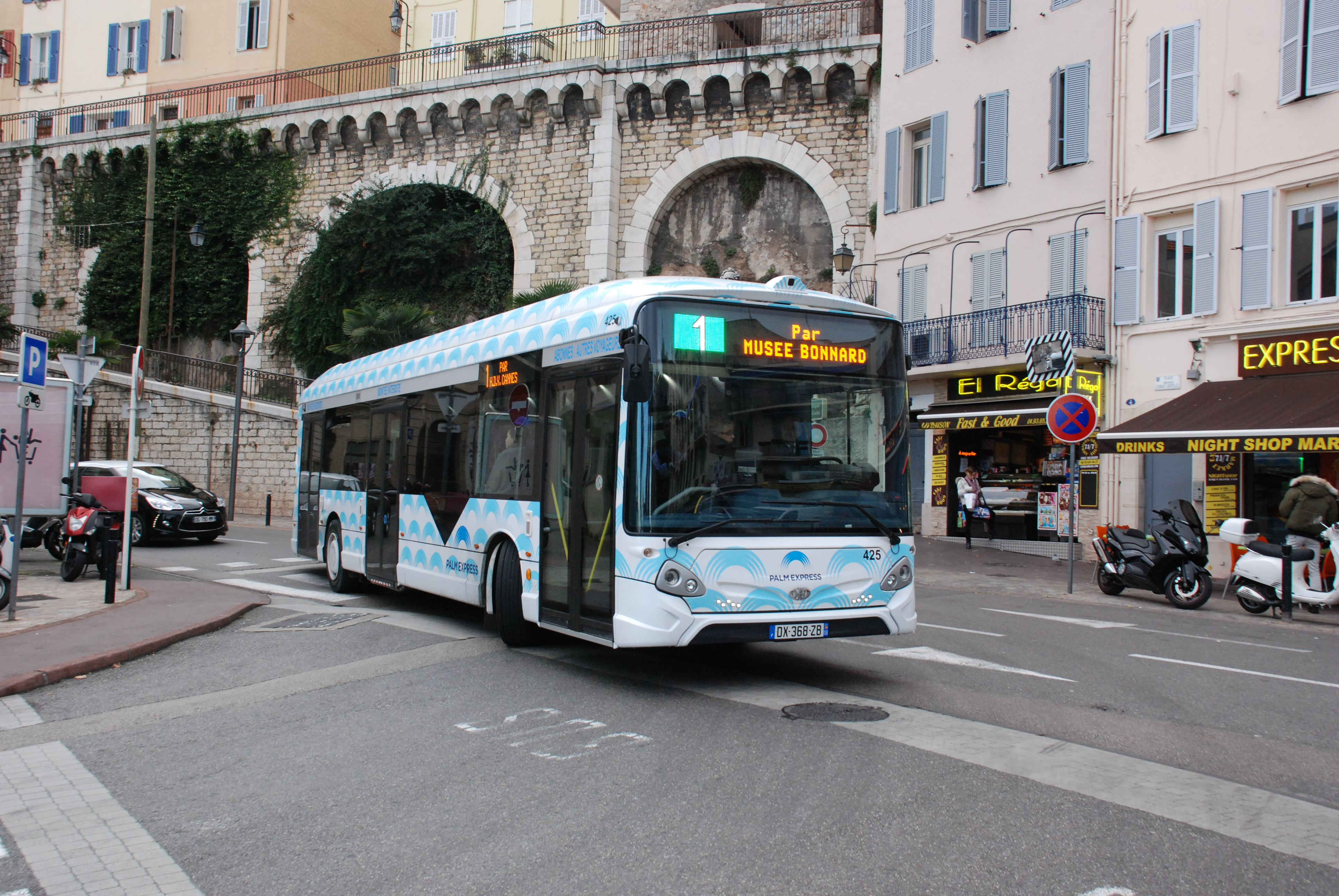
GX337 BHNS Hybrid de Cannes (BHNS de Cannes)
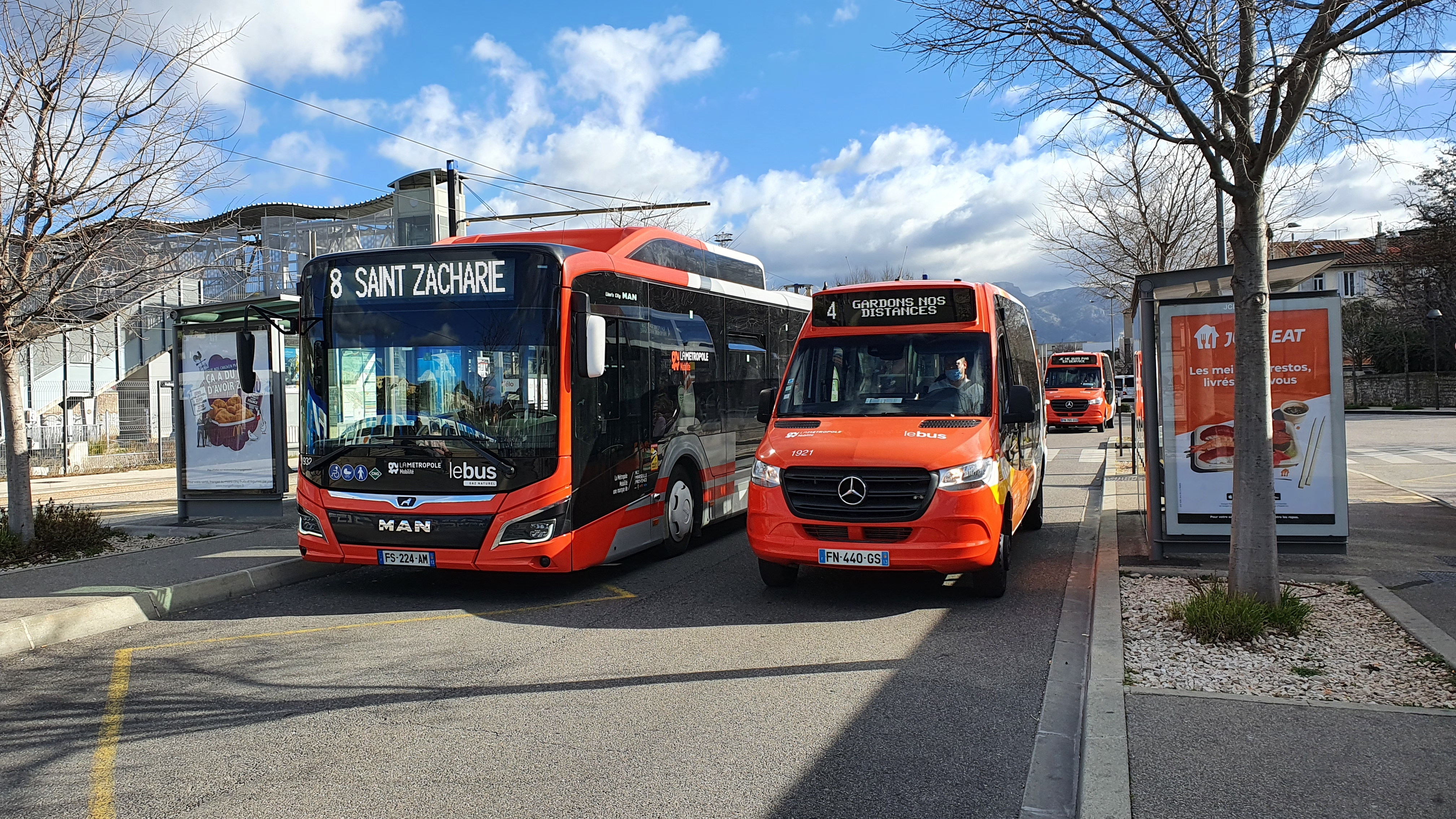
BHNS de Aubagne (ouverture en Septembre 2025)
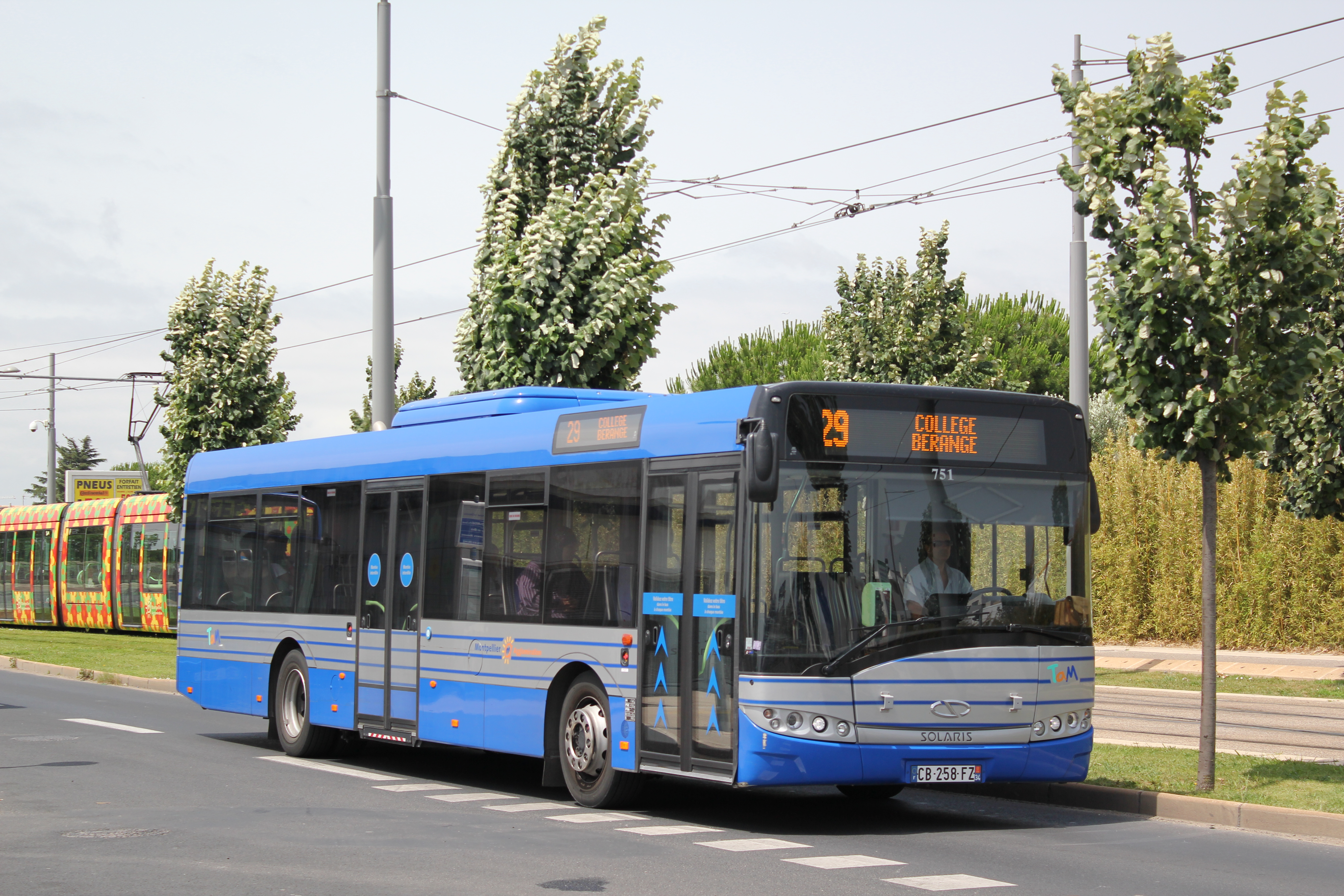
BHNS de Montpellier
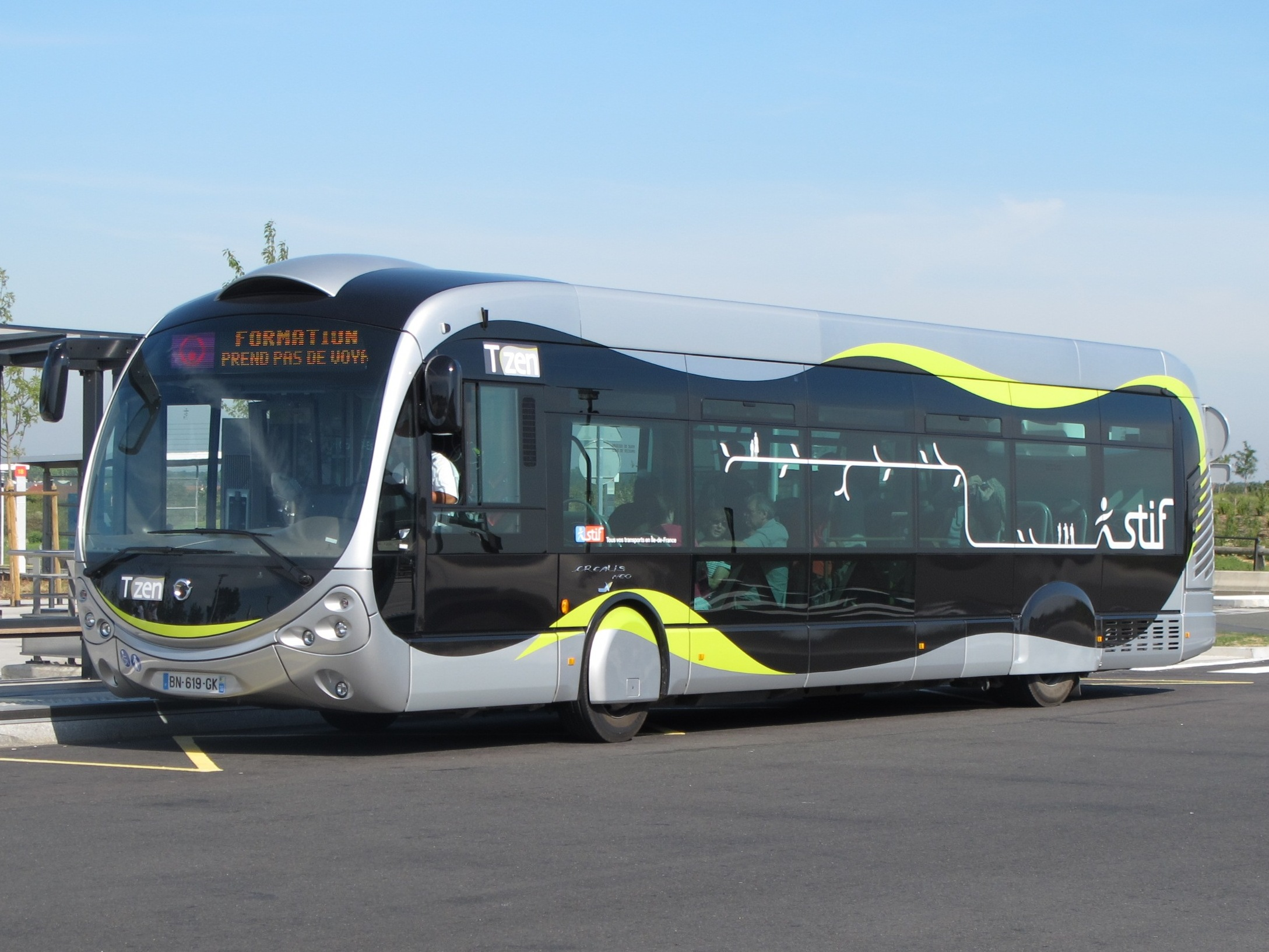
TZen 1 (le terme TZen désigne une ligne de BHNS assuré par IDFM) assuré par un Irisbus Crealis Neo 12 (désormais réformé et remplacé par des Iveco Urbanway 18)

## Droit canadien
À Montréal, au Canada, la municipalité dispose de la compétence pour autoriser ou interdire l'accès des cyclistes aux voies réservées aux autobus, mais en 2013, l'accès de cyclistes aux voies d'autobus est interdit.

## Aménagement
Un site propre peut donc se présenter sous la forme :
- d'un couloir accolé à d'autres couloirs non réservés, desquels il peut se distinguer de différentes manières :
  - par une signalisation horizontale (marquage au sol, chaussée qui peut être dotée d'un revêtement dont la couleur diffère des autres voies, démarcation est parfois matérialisée physiquement, afin d'en empêcher tout franchissement par les autres moyens de transports (si ceux-ci sont totalement exclus))
  - par une signalisation verticale (panneaux, feux de signalisation parfois spécifiques, et différents de ceux des autres réseaux de voirie)
- d'une voirie totalement indépendante du réseau routier habituel (c'est par exemple le cas pour les bus à Almere aux Pays-Bas, à Barcelone en Espagne, à Istanbul en Turquie, ou à Singapour).

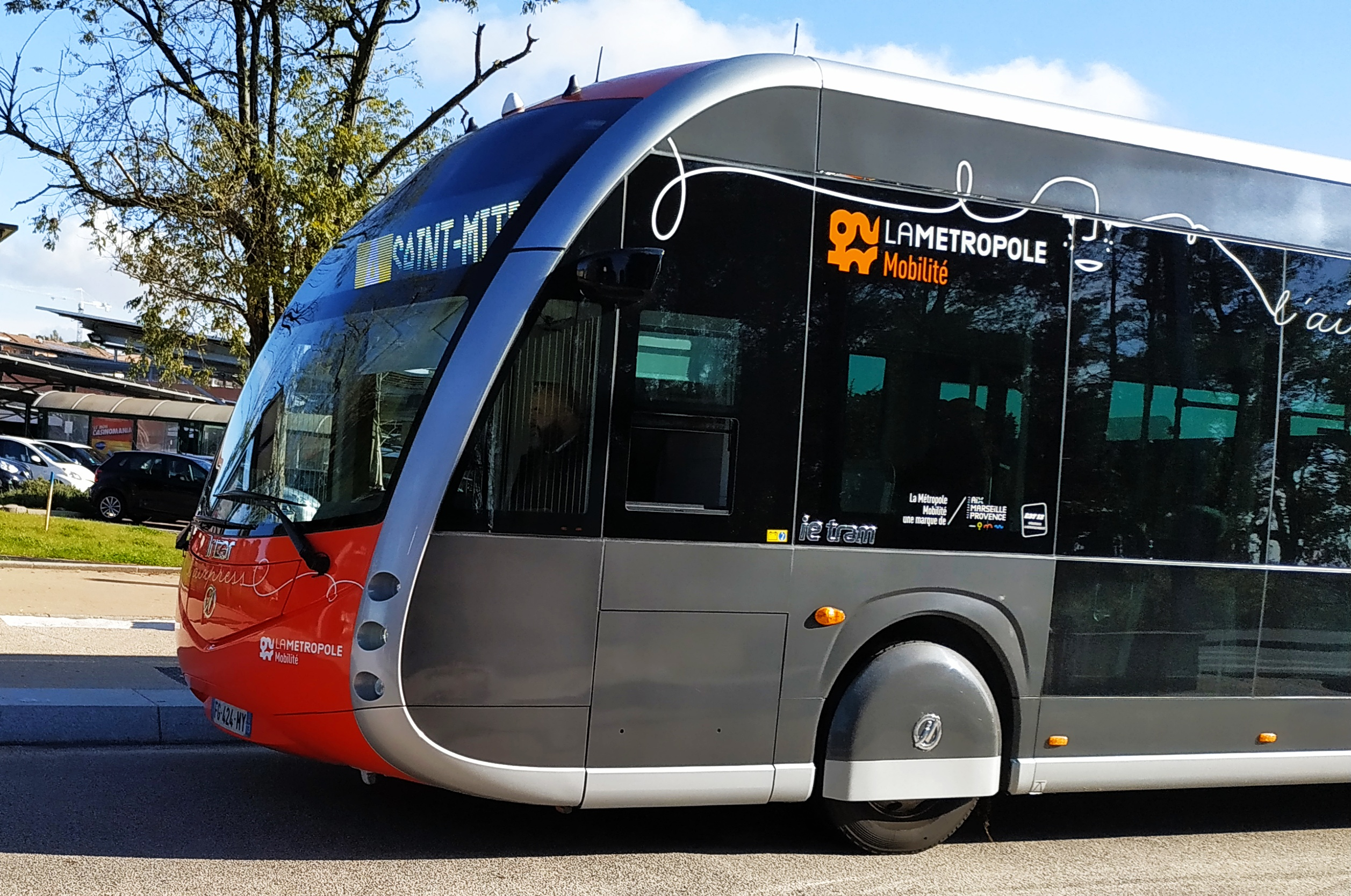
L'Aixpress, BHNS d'Aix, est un bus en site propre

Il faut cependant considérer que certains sites propres, parce qu'ils sont totalement indépendants de la voie publique, ne relèvent pas du Code de la route : c'est le cas des métros souterrains et aériens. Certains tramways circulent hors voie publique sur des emprises ferroviaires (cas du tram-train). En revanche, certains types de métros sont incapables de s'affranchir d'un site totalement propre (soit souterrain, soit en viaduc) et ne peuvent permettre aucun croisement à niveau, en raison de la complexité de leur système de guidage (cas du VAL). La soumission au Code de la route ne concerne donc pas tous les sites propres de manière uniforme.
En France, à la suite du Grenelle Environnement de 2007, le projet de loi Grenelle II (sous réserve de modifications avant adoption finale) ; obligera le maire à réglementer le stationnement sur les voies de site propre (TCSP) ; permettra aux communautés de communes et communautés d'agglomérations d'organiser un service de location de bicyclettes (dans leurs compétences optionnelles) ; et permettra l'expropriation pour extrême urgence dans le cas de projets TCSP (ce qui n'était possible que pour les routes, voies ferrées et infrastructures énergétiques (oléoducs) jugées d'intérêt général.

## Politique d'aménagement

### Avantages et objectifs
L'objectif de tels dispositifs est souvent d'affranchir les transports collectifs (qui deviennent alors des TCSP ou transports collectifs sur sites propres) des gênes engendrées par les autres trafics, en supprimant les obstacles (autrement dit la congestion engendrée par la circulation des autres véhicules).
Ainsi, les objectifs sont :
- d'améliorer nettement la fréquence et la ponctualité des véhicules de transport collectif, même aux heures de pointe ;
- d'offrir une vitesse commerciale plus élevée entre deux arrêts, en réduisant les temps de parcours
- d'améliorer la productivité des transports collectifs sans changer les conditions de travail des employés (permettant à la collectivité des économies substantielles)
- d'augmenter la capacité de trafic des personnes, dans la mesure où un véhicule de transport collectif est capable de transporter un bien plus grand nombre de personnes que des voitures qui occuperaient la même surface au sol que lui (dit autrement, pour transporter le même nombre de passagers qu'une rame de tramway, par exemple, il faudrait utiliser un grand nombre de voitures, capable de congestionner une voie ; et ce d'autant plus que les habitudes font que très souvent, les conducteurs sont seuls à bord de leur voiture).

Contrairement à ce qu'une logique physique amènerait à penser, la création de voies réservées pour les transports collectifs, de site propre, n’entraîne pas nécessairement d'augmentation de la congestion. Les conducteurs adaptent généralement leur trajet ou changent de mode de transport. De nombreuses villes, particulièrement en Suisse, où le tramway n'a jamais été abandonné depuis sa création, sont des exemples de fluidité et de silence : la permanence d'une alternative à l'automobile fait que les citadins utilisent largement et par tradition d'autres modes de déplacement que la voiture : tramway, bicyclette, marche.
Comme la mise en œuvre de voies réservées gagne sur la voirie (ce qui est souvent l'occasion aussi d'augmenter l'espace offert aux cyclistes et piétons), elle se fait généralement au détriment des performances des véhicules individuels, en diminuant l'écart de temps de trajet entre les deux.[réf. nécessaire] Les conducteurs de véhicules privés (par opposition aux véhicules de transport collectif) sont donc, par ce moyen là, aussi, dissuadés d'accéder aux centres-villes, en automobile.[réf. nécessaire]
Il s'agit donc bien, au-delà de la technique et de l'aménagement du territoire, de mettre en place une politique des transports et des déplacements basée sur l'utilisation de moyens communs, au détriment de moyens individuels. L'objectif global est par conséquent la dissuasion et l'incitation des conducteurs à changer leurs habitudes. Les transports collectifs en site propre contribuent aussi au renforcement de la sécurité des piétons et des autres usagers de la route. Pour ces raisons, ils sont utilisés dans un nombre croissant de centres de grandes villes, dont les municipalités cherchent à les rendre de plus en plus piétonniers, dans le but de mettre en valeur ce qui constitue la vitrine de la ville aux yeux de ses visiteurs. Poussée à l'extrême, la ville devient ville musée. C'est le reproche fait parfois à ces politiques.[Interprétation personnelle ?]

### Argument de l'exclusion des plus démunis et de l'impact économique
Certains groupes de défense et certains partis politiques[Qui ?] défendent une position radicalement opposée à ces politiques en s'appuyant sur des références identiques (l'environnement, l'économie, le social…). Ils[Qui ?] accusent alors ces politiques de réduction des accès automobiles aux centres-villes par l'incitation ou par la dissuasion de fabriquer volontairement des embouteillages, de multiplier les péages, de supprimer des places de parking, de renchérir (directement ou indirectement) le prix des locations de garages, les amendes renouvelées, le prix des carburants, la culpabilisation de l'automobiliste (en général par les pouvoirs publics ou par certaines associations) et trouvent que cela finit bien par dissuader les particuliers d'y accéder par leurs moyens propres (sous-entendu, l'automobile).[réf. nécessaire]
Dans ces discours, c'est la question des politiques locales (donc de la place offerte aux différents modes de déplacements) qui sera discutée.
Au-delà de la confusion entre ce qui relève des politiques locale et du contexte socio-économique nationale, on peut noter que :
- les plus démunis ont du mal à trouver des loyers à des prix abordables en centre-ville mais sans relation avec les difficultés pour se garer[réf. nécessaire] (se déplacer en transports collectifs coute moins cher que de posséder une voiture et paradoxalement, si on habite en centre-ville, on a plus de chances de pouvoir se rendre à son travail en transports collectifs que si on habite en périphérie[7])
- à la formule « tous les trajets ne sont pas possibles en transports collectifs » s'oppose la formule « quels trajets doivent impérativement se faire en voiture et ne pourraient être faits par d'autres modes : transports collectifs, marche à pied, vélo, voire livraisons ou deux roues motorisé ? »

Des rapports comme le rapport Boiteux[réf. nécessaire] (2001) qui cherchent à chiffrer les coûts pour la collectivité des différents modes de déplacements montrent que lorsqu'on calcule et intègre l'ensemble des coûts supportés par la collectivité (les accidents, la pollution atmosphérique locale, le réchauffement climatique, le bruit…), les transports collectifs et, a fortiori, les modes doux sont largement plus économiques[réf. nécessaire].
Par ailleurs, les travaux de Jean-Marc Offner en France ou les observations réalisées dans les pays germaniques[réf. nécessaire] montrent d'ailleurs que les mutations des commerces sont à imputer à un ensemble de facteurs[Lesquels ?] et non seulement à la mise en place d'un mode de transport. La réalité des études[réf. nécessaire] montrent que si on étudie des quartiers affectés par une ligne de transports collectifs, on ne trouve pas d'évolution qui tendrait à prouver que le tram puisse être responsable[réf. nécessaire] de l'évolution des commerces puisque certains commerces se développent, d'autres disparaissent, d'autres n'évoluent pas (conclusions d'une étude menée par l'Agence d'Urbanisme pour la Chambre de Commerce et d'Industrie de Lyon et le SYTRAL[réf. nécessaire]). On observe cependant des difficultés pendant les travaux. Les collectivités cherchent alors fréquemment à indemniser les commerçants (exemple à Lyon pour le prolongement de la ligne T1 au Confluent[réf. nécessaire]).
On observe alors plutôt des politiques de rééquilibrage (comme le disent parfois les élus[réf. nécessaire]) qui cherchent à compenser le déséquilibre créé précédemment[réf. nécessaire] (la ville devait évoluer au service de la voiture) en faveur de voies accessibles autant à pied, qu'à vélo, roller, voiture, transports collectifs… Il semblerait qu'aucune ville française ne cherche à bannir la voiture de peur de ruiner son économie[Interprétation personnelle ?]. Les politiques[réf. nécessaire] semblent cependant ne pas réellement aborder de front la question sociale en admettant des exceptions (sur critères socio-économiques)[Quoi ?] à leur vocation globale (diminuer les impacts négatifs des déplacements) et la prise en compte des contraintes liées aux marchandises est parfois oubliée ou pas assez étudiée[réf. nécessaire].

## Voies de bus et taxis ouvertes au covoiturage en France

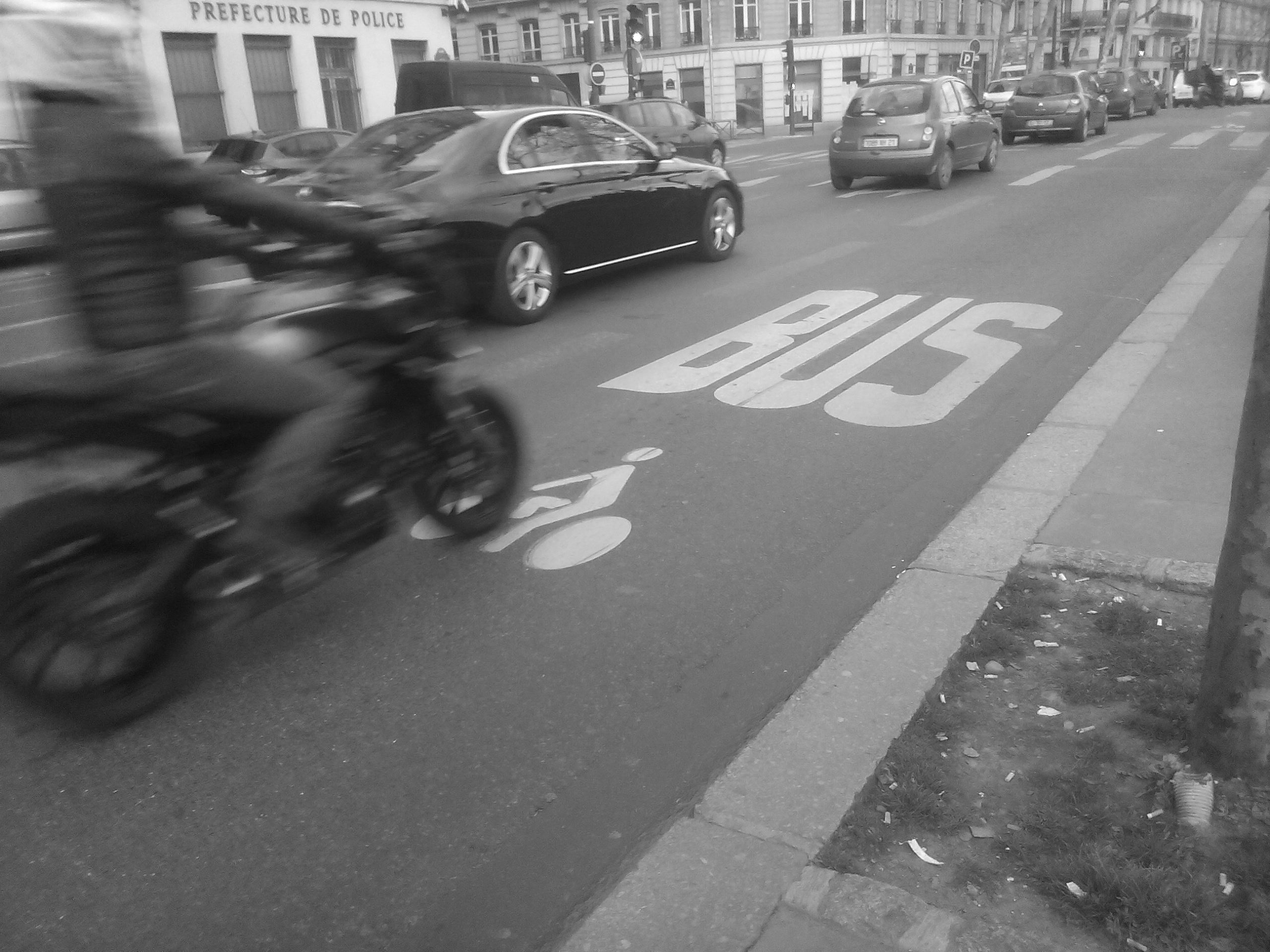
Certaines villes pratiquent une tolérance partielle, vis-à-vis des motos et des scooters sur les couloirs de bus, à l'exclusion des automobiles.

La multiplication de voies réservées pour le covoiturage et les véhicules de transports publics permettrait de faire gagner du temps aux covoitureurs, aux bus et aux taxis, mais aussi aux autres automobilistes par la diminution du nombre de véhicules en circulation. En plus elles facilitent la création de voies réservées qui ne peuvent pas toujours être justifiées par la circulation des seuls bus et taxis,. Mais en France le covoiturage est souvent vue comme un concurrent des transports en commun alors qu'ils peuvent aussi être complémentaires. La loi permettant la création de voies réservées pour le covoiturage (3 personnes et plus) et les véhicules de transports publics n'a finalement pas été retenue lors du Grenelle de l'environnement.